# Ultraljudssvetsning

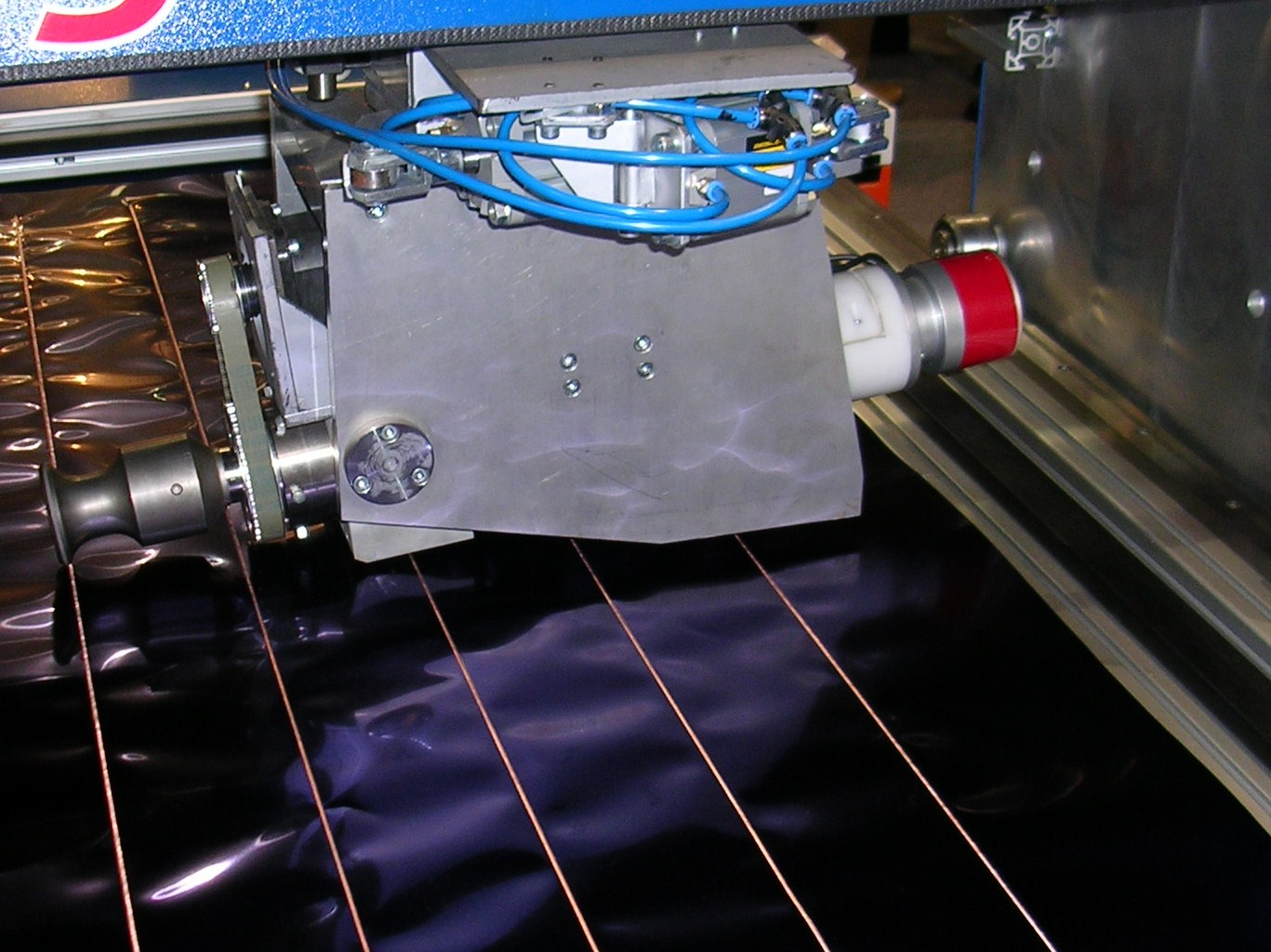
Ultraljudssvetsning av tunna folier. Sonotroden förflyttas längs den svetsfog som skall skapas.

Ultraljudssvetsning är en fogningsteknik där man med hjälp av ultraljud sammanfogar två föremål. Detta görs genom att man trycker samman föremålen och sänder ut koncentrerade ultraljudsvibrationer mot en mindre yta för att åstadkomma svetsning. Ultraljudssvetsning är vanligt använt för plastföremål och särskilt för att sammanfoga olika material.

## Historia
Ultraljudssvetsningen används flitigt sedan början på 1960-talet. Tekniken finns i ett patent i USA 1948, men det var först på 1960-talet som den verkligen slog igenom i industriella tillämpningar.
Exempel på branscher där man använder tekniken är bilindustrin, medicintekniskt formgods, livsmedels-, textil- och förpackningsindustrin. Förutom att sammanfoga bland annat formsprutade detaljer, extruderade detaljer, folier och nonwoven-material, så används även tekniken till kapning.
Frekvensen som används i utrustning för ultraljudssvetsning är 15 kHz - 70 kHz. I förhållande till andra tekniker anses ultraljudssvetsningen vara extremt snabb, ofta med cykeltider under sekunden. Detta gör att tekniken passar för serieproduktion med höga styckantal.

## Processen
Ultraljudssvetsning av plaster bygger på att ultraljudet åstadkommer en lokal smältning av materialet vid fogstället. Vibrationerna appliceras över den fog som skall svetsas. Uppvärmningen i fogarean som leder till smältning sker genom absorption av de mekaniska svängningarna. Formsprutade detaljer måste vara rätt designade för att låta sig svetsas. En viktig del är även att ingen efterbearbetning behövs.

## Utrustning
Utrustning för ultraljudssvetsning innehåller följande delar:
- En press för att applicera tryck på de två delar som skall sammanfogas.
- Ett städ där delarna placeras och som möjliggör för de högfrekventa vibrationerna att riktas mot gränsytan.
- En elektronisk ultraljudsgenerator som levererar högeffekts växelström med en frekvens som matchar ultraljudsutrustningens resonansfrekvens.
- Ultraljudsutrustning som består av en konverter som omvandlar generatorns elektriska output till mekaniska svängningar, eventuellt en booster som modifierar svängningarna, och en sonotrod som överför svängningarna till det som ska svetsas.
- Styrutrustning för att styra pressens rörelser och appliceringen av ultraljudsenergi.

## Detaljer
För att uppnå ett bra svetsresultat så bör följande beaktas:[källa behövs]
- Belastningen på svetsfogen. Vad ska den klara av efter svetsning?
- Täthet. Ska detaljen vara vatten-, luft- eller gastät?
- Finish. Vilka är kraven på ytan?

Kvalitén på svetsresultatet beror på svetsparametrarna, materialets svetsbarhet, tillverkningsmetod och kvalitet. Faktorer som påverkar är detaljernas konstruktion, läge och utformning av svetsfogen, positionering och passning mellan övre och undre detalj, sonotrodens kopplingsyta gentemot den övre detaljen, och fixering av den undre detaljen.